# 花博园站
花博园站，是滁宁城际铁路的一座中间站，位于中国安徽省滁州市南谯区丰乐大道花博园附近。

## 车站结构
本站为路侧高架三层侧式车站（2台4线，中间两条轨道未来为越行线）。

### 车站楼层
| 地上三层 | 侧式站台     | 侧式站台                                    | 侧式站台 | 侧式站台 |
|          | 一站台       | █ S4号线 汊河站方向（下站：琅琊山）         |          |          |
|          |              | 未来 █ S4号线 南京北站方向越行线            |          |          |
|          |              | 未来 █ S4号线 滁州高铁站方向越行线          |          |          |
|          | 二站台       | █ S4号线 滁州高铁站方向（下站：滁州高铁站） |          |          |
|          | 侧式站台     |                                             |          |          |
| 地面     | 出入口及站厅 | 售票机、客服中心、商店、警务室、安检设施    |          |          |

## 接驳交通

### 公交车
| 荷章 | 荷章     | 荷章 | 荷章         | 荷章   |
| 编号 | 路线     | 路线 | 路线         | 备注   |
| ---- | -------- | ---- | ------------ | ------ |
| 18   | 名儒园   | ⇆    | 城东换乘中心 |        |
| 101  | 滁州北站 | ⇆    | 全椒高铁站   | 经前郢 |
| 115  | 腰铺     | ⇆    | 滁宁换乘中心 |        |

## 历史
- 2021年4月30日，本站至龙蟠大道站（现为“琅琊山站”）左线盾构区间顺利贯通[1]。
- 2021年5月20日，本站至龙蟠大道站（现为“琅琊山站”）右线盾构区间顺利贯通[2][3]。
- 2021年10月14日，本站承轨层（5-9轴）梁板浇筑完成[4]。
- 2023年6月28日，随滁宁城际铁路一起投入运营。